# The Night (singel Disturbed)
The Night – piętnasty singel amerykańskiej, nu metalowej grupy Disturbed.

## Lista utworów
1. "The Night" – 4:46